# Johan Sjöstrand
Johan Sjöstrand (Skövde, Švedska, 27. veljače 1987.) je švedski rukometni vratar i nacionalni reprezentativac.
Tijekom klupske karijere branio je za rukometne velikane kao što su Flensburg i FC Barcelona te kraće razdoblje za danski Aalborg. Od 2013. je član bundesligaša THW Kiela.
Kao reprezentativac Švedske, Sjöstrand je osvojio olimpijsko srebro na OI u Londonu 2012.

## Vanjske poveznice
- Profil igrača  Arhivirana inačica izvorne stranice od 19. siječnja 2013. (Wayback Machine)